# Bulgariaceae
Bulgariaceae är en familj av svampar. Enligt Catalogue of Life ingår Bulgariaceae i ordningen Leotiales, klassen Leotiomycetes, divisionen sporsäcksvampar och riket svampar, men enligt Dyntaxa är tillhörigheten istället ordningen disksvampar, klassen Leotiomycetes, divisionen sporsäcksvampar och riket svampar.
|              | Leotiaceae |
|              | |
| Bulgariaceae | \| \| Holwaya \| \| \| \| \| \| Bulgaria \| \| \| \| \| \| Potebniamyces \| \| \| \| \| \| Phacidiopycnis \| \| \| \| |
|              | \| \| Holwaya \| \| \| \| \| \| Bulgaria \| \| \| \| \| \| Potebniamyces \| \| \| \| \| \| Phacidiopycnis \| \| \| \| |
|              | Holwaya |
|              | |
|              | Bulgaria |
|              | |
|              | Potebniamyces |
|              | |
|              | Phacidiopycnis |
|              | |

|  | Holwaya        |
|  |                |
|  | Bulgaria       |
|  |                |
|  | Potebniamyces  |
|  |                |
|  | Phacidiopycnis |
|  |                |